# 宫田樱蛤
宫田樱蛤（学名：Semelangulus miyatensis），是帘蛤目樱蛤科神角蛤属的一种。主要分布于台湾，常栖息在浅海沙底。